# Werfer-Länderkampf der Männer und Frauen 1995 Italien – Deutschland – Russland
| 2. Leichtathletik-Länderkampf mit deutscher Beteiligung 1995            | 2. Leichtathletik-Länderkampf mit deutscher Beteiligung 1995 |
| ----------------------------------------------------------------------- | ------------------------------------------------------------ |
|                                                                         |                                                              |
| Werfervergleich der Männer und Frauen: Italien – Deutschland – Russland |                                                              |
| Austragungsort                                                          | Schio                                                        |
| Wettbewerbe                                                             | Männer: 3 / Frauen: 3                                        |
| Datum                                                                   | 5. März                                                      |
| 1. RUS 2. GER 3. ITA                                                    | 60 Punkte 48 Punkte 24 Punkte                                |
| 0Teilwertung Männer                                                     | 1. RUS000033 P 2. GER000019 P 3. ITA0000014 P                |
| 0Teilwertung Frauen                                                     | 1. GER000027 P 2. RUS000027 P 3. ITA0000010 P                |
| Chronik                                                                 |                                                              |
| ← FRA-GER-ITA-RUS Werfer 00(U23-Män+Frau/ 00U19-Jun+Jun-innen)          | GER-BEL-NLD-PRT-SUI-00 CZE U23 (M/F) →                       |

Der zweite Vergleich des Länderkampfjahres 1995 war wie der erste eine Begegnung der Werferinnen und Werfer. Er fand ohne Altersbeschränkung nur einen Tag nach dem Vergleich der Nachwuchswerferinnen und -werfer an einem anderen Ort statt. Am 5. März traf Deutschland in Schio in der norditalienischen Region Venetien auf Gastgeber Italien und Russland.

## Modus
Wie im Werferländerkampf der Nachwuchssportler am Tag zuvor stand das Kugelstoßen nicht auf dem Programm. Sowohl die Männer als auch die Frauen trugen die Disziplinen Diskus-, Hammer- und Speerwurf aus. Jede Mannschaft stellte pro Disziplin zwei Teilnehmer. Gewertet wurde nach folgendem System: 1. Platz: 7 Punkte / 2. Pl.: 5 P, / 3. Pl.: 4 P, / 4. Pl.: 3 P, / …

## Ergebnis
Bei den Männern entschieden die russischen Werfer alle drei Wettbewerbe für sich, im Hammerwurf sogar per Doppelerfolg. Deutschland wurde zweimal Zweiter vor Italien und im Hammerwurf Dritter hinter Italien. So ging die Männerteilwertung an Russland. Deutschland kam auf den zweiten, Italien auf den dritten Platz. In den Disziplinwertungen bei den Frauen lagen die deutschen Athletinnen zweimal vorn, im Speerwurf auf den Rängen eins und zwei. Die Russinnen siegten per Doppelerfolg im Hammerwurf. Die Italienerinnen belegten in allen drei Wettbewerben den dritten Platz. So gewann Deutschland die Teilwertung der Frauen vor Russland und Italien.
Im Länderkampf siegte Russland mit sechzig Punkten vor Deutschland mit 48 Punkten. Italien wurde mit 24 Punkten Dritter.

## Legende
Kurze Übersicht zur Bedeutung der Symbolik – so üblicherweise auch in sonstigen Veröffentlichungen verwendet:
| DNS | nicht am Start (did not start) |

## Einzelresultate Männer

### Teilwertung
| Platz | Land        | Punkte |
| ----- | ----------- | ------ |
| 1     | Russland    | 33     |
| 2     | Deutschland | 19     |
| 3     | Italien     | 14     |

### Diskuswurf
| Platz | Athlet                 | Land | Weite (m) |
| ----- | ---------------------- | ---- | --------- |
| 1     | Alexander Borischewski | RUS  | 60,54     |
| 2     | Jürgen Schult          | GER  | 60,10     |
| 3     | Diego Fortuna          | ITA  | 57,20     |
| 4     | Drekeljew              | RUS  | 56,62     |
| 5     | Markus Tschiers        | GER  | 54,46     |
| 6     | Pier Luigi Cecati      | ITA  | 54,30     |

### Hammerwurf
| Platz | Athlet            | Land | Weite (m) |
| ----- | ----------------- | ---- | --------- |
| 1     | Salennew          | RUS  | 77,48     |
| 2     | Kondwaljew        | RUS  | 76,02     |
| 3     | Enrico Sgrulletti | ITA  | 73,64     |
| 4     | Claus Dethloff    | GER  | 71,74     |
| 5     | Emilio Calabro    | ITA  | 66,04     |
| DNS   | Karsten Kobs      | GER  |           |

### Speerwurf
| Platz | Athlet                 | Land | Weite (m) |
| ----- | ---------------------- | ---- | --------- |
| 1     | Wladimir Owtschinnikow | RUS  | 81,56     |
| 2     | Andreas Linden         | GER  | 78,78     |
| 3     | Schewtschek            | RUS  | 78,68     |
| 4     | Peter Blank            | GER  | 77,50     |
| 5     | Giuseppe Soffiato      | ITA  | 76,56     |
| 6     | Carlo Sonego           | ITA  | 74,20     |

## Einzelresultate Frauen

### Teilwertung
| Platz | Land        | Punkte |
| ----- | ----------- | ------ |
| 1     | Deutschland | 29     |
| 2     | Russland    | 27     |
| 3     | Italien     | 10     |

### Diskuswurf
| Platz | Athletin          | Land | Weite (m) |
| ----- | ----------------- | ---- | --------- |
| 1     | Jana Lauren       | GER  | 59,44     |
| 2     | Antonia Patoka    | RUS  | 58,74     |
| 3     | Walentina Iwanowa | RUS  | 58,64     |
| 4     | Simone Schmitt    | GER  | 56,82     |
| 5     | Mara Rosolen      | ITA  | 54,40     |
| 6     | Maria Marello     | ITA  | 51,68     |

### Hammerwurf
| Platz | Athletin              | Land | Weite (m) |
| ----- | --------------------- | ---- | --------- |
| 1     | Olga Kusenkowa        | RUS  | 64,92     |
| 2     | Tatjana Konstantinowa | RUS  | 57,90     |
| 3     | Simone Mathes         | GER  | 57,60     |
| 4     | Inga Beyer            | GER  | 52,06     |
| 5     | Maria Tranchina       | ITA  | 42,84     |
| 6     | Monica Torazzi        | ITA  | 40,42     |

### Speerwurf
| Platz | Athletin           | Land | Weite (m) |
| ----- | ------------------ | ---- | --------- |
| 1     | Tanja Damaske      | GER  | 63,78     |
| 2     | Steffi Nerius      | GER  | 63,36     |
| 3     | Jekaterina Iwakina | RUS  | 62,98     |
| 4     | Claudia Coslovich  | ITA  | 60,98     |
| 5     | Owtschinikowa      | RUS  | 58,16     |
| 6     | Cinzia Dallona     | ITA  | 55,62     |